# PGH (물질)
염화 올리고-(2-)에톡시에틸 구아니딘(Oligo-(2-)ethoxyethyl guanidine chloride; PGH)은 가습기 살균제 사건의 원인 물질중 하나인 구아니딘계의 올리고머이다.